# 이동근 (1981년)
이동근(1981년 9월 6일 ~ )은 대한민국의 아나운서, 배우이다. 현재 KBS N 스포츠 소속이다.

## 캐스터 경력
2011년부터 SBS ESPN의 아나운서로 활동했고, 2014년부터 SBS 스포츠의 아나운서로 활동했다.
2022년 3월부터 KBS N 스포츠 아나운서로 활동한다.

## 방송
- 베이스볼 투나잇 (2011)
- 주간배구 (2016~2021)
- 이십세기 힛-트쏭 (2022~)

## 영화
- 1승 (2024) - 아나운서 역